# Palangka Raya
Palangka Raya (alternativt: Palangkaraya) är en stad på södra Borneo i Indonesien. Den är administrativ huvudort för provinsen Kalimantan Tengah och har cirka 290 000 invånare. Palangka Raya ligger väster om Kahayanfloden. Staden betjänas av flygplatsen Tjilik Riwut.
Den var huvudstad i en av de fem autonoma staterna som upprättades 1945 och ingick i Indonesien då landet blev självständigt 1950. Liksom andra delar av Kalimantan Tengah utspelades i Palangka Raya i februari till mars 2001 etniskrelaterat våld mellan de inhemska dajakerna och maduresiska immigranter, som inflyttat till Kalimantan upp till tjugo år tidigare; omkring 60 000 madureser var tvungna att evakueras till andra öar för att undvika våldsamheterna.